# Synagoga w Goraju
Synagoga w Goraju – zbudowana z kamienia i cegły prawdopodobnie w drugiej połowie XVII w. w stylu renesansowym, jako jeden z dwóch murowanych budynków po kościele parafialnym w Goraju. W XVIII w. synagogę remontowano i jednocześnie rozbudowano w kierunku zachodnim. W dobudowanej części znalazła się sień, a nad nią na piętrze babiniec. Budynek tworzył zwartą, wzdłużną bryłę o grubych murach wspartych w zachodnich narożnikach przyporami. Ściany synagogi z zewnątrz gładkie, wg. profesora A. Szyszko-Bohusza pomalowane były w kapitele, pilastry i portale. Na osi ściany zachodniej znajdował się otwór drzwiowy obramiony dwoma półkolumnami zwieńczonymi gzymsem  z półkolistym tympanonem. Całość przekryta była wysokim, dwukondygnacyjnym dachem czterospadowym krytym gontem.
Sala modlitw na planie prostokąta zbliżonego do kwadratu przekryta była sklepieniem kolebkowym z lunetami. Sklepienie i ściany były pokryte bogatą dekoracją wyrobioną w tynku w formie profilowanych listew. W ścianach bocznych znajdowała się para wysokich przesklepionych półkoliście okien. Okna w ścianie zachodniej po rozbudowie zostały prawdopodobnie zamurowane i zastąpione szeregiem otworów łączących babiniec z salą główną. W sali znajdowała się ośmioboczna bima z ozdobną żeliwną balustradą późniejszego pochodzenia niż budynek. Forma aron ha-kodesz nie jest znana.
Podczas II wojny światowej, hitlerowcy zniszczyli synagogę. Po wojnie synagogi nie odbudowano. Znana jest z krótkiej informacji i kilku fotografii wykonanych przez profesora A. Szyszko-Bohusza w 1926.